# Приморское (Бехтерская сельская община)
Приморское (укр. Приморське, до 2016 г. — Большевик) — небольшое курортное село в Украине на берегу Чёрного моря, которое подчинено Бехтерской сельской общине Скадовского района Херсонской области, восточнее Зализного (Железного) Порта (7 км) и западнее Лазурного (7 км).
По свидетельствам старожилов, селение основано в 1927 г. переселенцами из Дзыговки Ямпольского района Винницкой области для заселения пустынной степной местности. До второй половины XX века жители занимались сельским хозяйством — выращивали пшеницу, подсолнечник, хлопок, в селе действовала ферма по выращиванию крупного рогатого скота, работала кузница. Позже начала развиваться курортная инфраструктура.

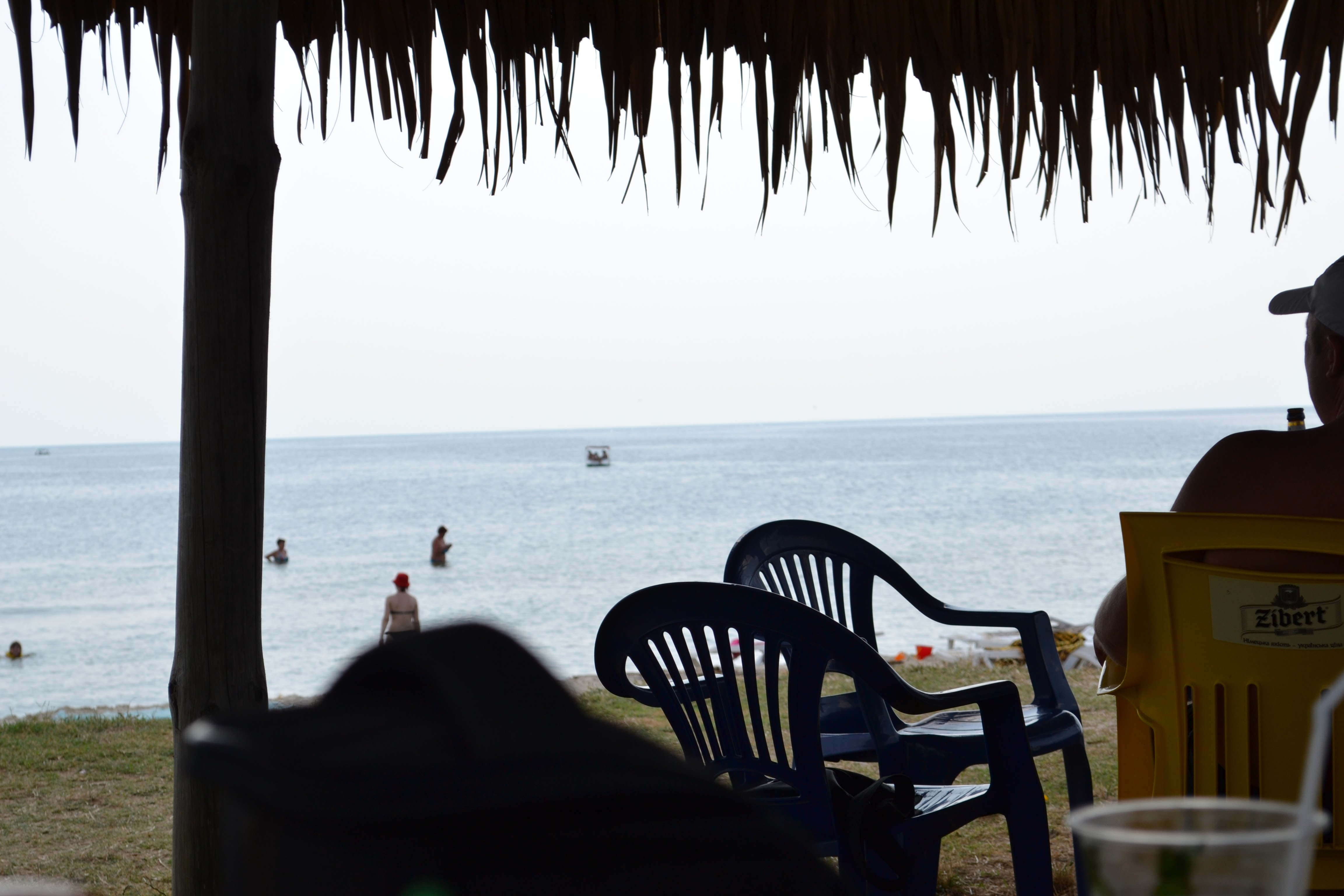

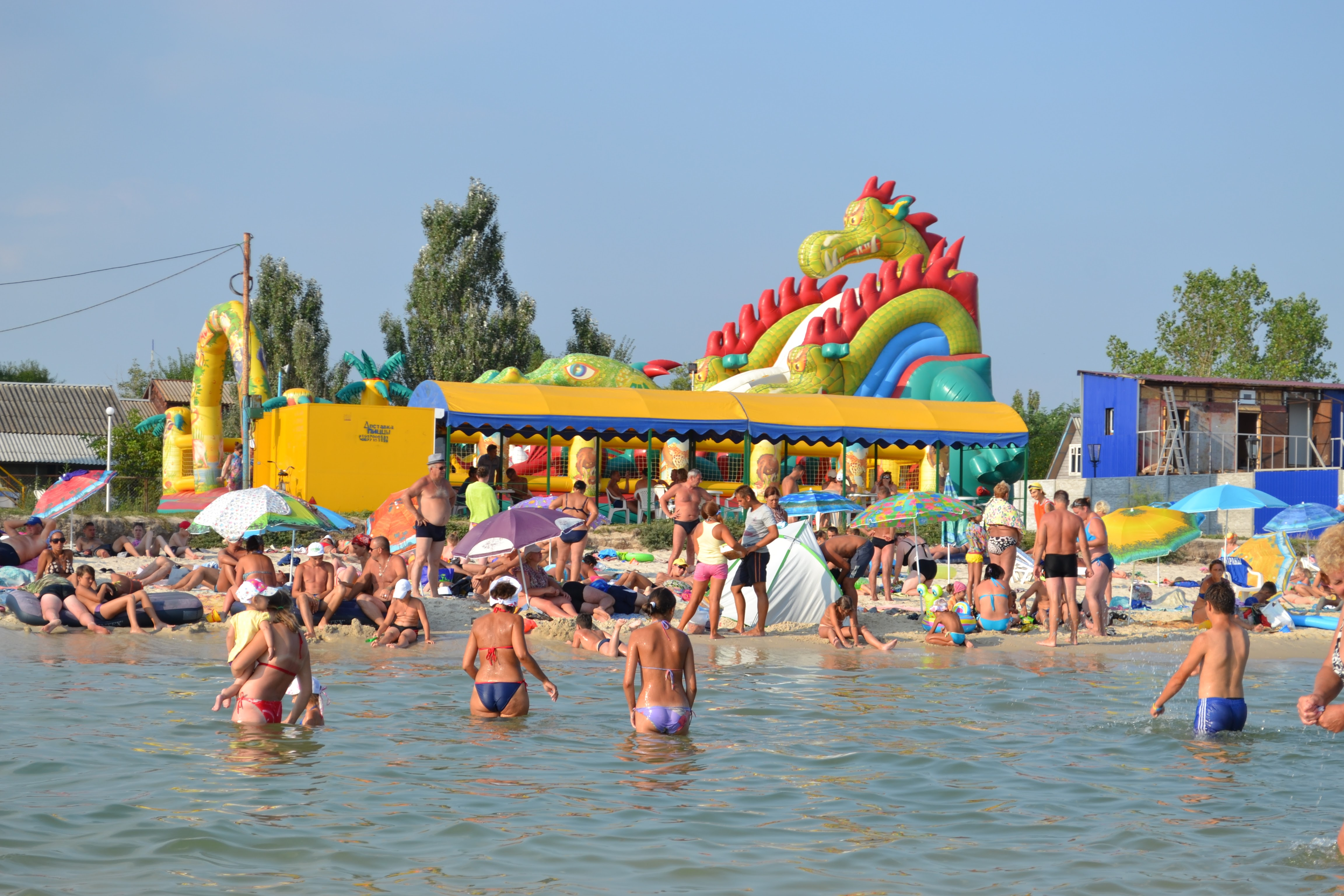

В селе насчитывается больше сотни домов на трёх улицах: Приморская, Мира и Степная. Есть местный клуб, несколько магазинов. На побережье расположены базы отдыха, платный кемпинг, имеются летние детские аттракционы, кафе (ночные дискотеки). Недалеко от береговой линии расположены магазины, рынок, пиццерия, автостоянка. Также имеются выездные экскурсии на гейзер, в заповедник Аскания Нова и Черноморский биосферный заповедник.
В Приморском отсутствуют школа, детский сад. Строится церковь.
Село Приморское расположено в 100 км от города Херсон.
Добраться можно рейсовым автобусом либо маршрутным такси с железнодорожного вокзала и автобусного вокзалов Херсона. Автобус идёт через Голую Пристань, Чулаковку, Зализный (Железный) Порт и Круглоозёрку (Кларовку).